# Cryptochilum
Genre
Cryptochilum est un genre de Ciliés de la famille des Cryptochilidae.

## Habitat
Ce sont des ciliés exclusivement marins.

## Liste des espèces
Selon le World Register of Marine Species (4 octobre 2023) :
- Cryptochilum echini Cuenot, 1912
- Cryptochilum reniforme Petz, Song & Wilbert, 1995

Noms en synonymie
- Cryptochilum elegans Maupas, 1883 = Uronema elegans (Maupas, 1883)

Selon GBIF (4 octobre 2023) :
- Cryptochilum boreale Hentschel, 1924
- Cryptochilum echini Cuenot, 1912
- Cryptochilum echini Maupas, 1883
- Cryptochilum fusiforme Gourret & Roeser, 1886
- Cryptochilum griseolum (Perty, 1852) Maupas, 1883
- Cryptochilum nigricans Müller, 1773
- Cryptochilum reniforme Petz, Song & Wilbert, 1995
- Cryptochilum sigmoides Yagiu, 1934

## Systématique
Le nom valide complet (avec auteur) de ce taxon est Cryptochilum Maupas, 1883.

## Publication originale
- E. Maupas, « Contribution à l'étude morphologique et anatomique des infusoires ciliés », Archives de Zoologie Expérimentale et Générale, vol. 1,‎ 1883 (lire en ligne  [PDF])